# John Henry Johnson
John Henry Johnson (* 24. November 1929 in Waterproof, Louisiana; † 3. Juni 2011 in Tracy, Kalifornien) war ein US-amerikanischer American-Football-Spieler. Er spielte als Fullback/Halfback unter anderem  bei den San Francisco 49ers, Detroit Lions und den Pittsburgh Steelers in der National Football League (NFL).

## Jugend
John Henry Johnson wurde in Louisiana geboren, wuchs allerdings in Pittsburg, Kalifornien, auf, wo er auch die High School besuchte. Bereits auf der Schule fiel er als hervorragender Football- und Basketballspieler auf. Auch als Leichtathlet konnte er überzeugen und gewann im Diskuswurf die Schulmeisterschaft von Kalifornien. Johnson trug bereits als Footballspieler in der High School die Rückennummer 35, die er später auch als Profispieler tragen sollte. Die Nummer wurde mittlerweile durch die Pittsburg High School gesperrt und sein Spielertrikot im Kraftraum der Schule aufgehängt.

## Spielerlaufbahn

### Collegekarriere
Johnson studierte nach seinem Schulabschluss am Saint Mary’s College of California, wo er seine Karriere als Footballspieler fortsetzte. Nachdem das College den Spielbetrieb der Footballmannschaft eingestellt hatte, wechselte er an die Arizona State University und lief ein Jahr für die Arizona State Sun Devils auf. 1952 gewann seine Mannschaft die Ligameisterschaft. Aufgrund seiner sportlichen Leistungen in diesem Jahr wurde er von seinem College ausgezeichnet.

### Profikarriere
John Henry Johnson wurde im Jahr 1953 von den Pittsburgh Steelers in der zweiten Runde an 18. Stelle gedraftet. Zu einem Vertragsabschluss zwischen den Steelers und Johnson kam es jedoch nicht. Die Calgary Stampeders, die in einem Vorläufer der Canadian Football League (CFL) spielten, boten ihm ein höheres Gehalt an und Johnson entschloss sich das Angebot anzunehmen. Johnson wurde bei den Stampeders zu einem Leistungsträger. Sein erzielter Raumgewinn von 648 Yards bei 107 Laufversuchen war der Bestwert in der Mannschaft. Nach einem Jahr in Calgary schloss sich Johnson den von Buck Shaw trainierten San Francisco 49ers an. Zusammen mit Quarterback Y. A. Tittle, dem Halfback Hugh McElhenny und dem Fullback Joe Perry bildete er bei den 49ers das sogenannte The Million Dollar Backfield. Obwohl McElhenny 1954 lediglich sechs Spiele bestreiten konnte, gelang den drei Runinngbacks in diesem Spieljahr ein Raumgewinn von 2245 Yards. Johnson trug dazu 681 Yards bei und war hinter Perry statistisch der zweitbeste Runningback in der NFL. Vor der Saison 1957 wechselte Johnson zu den Detroit Lions. Johnson spielte in Detroit überwiegend als Fullback, wurde von Quarterback Bobby Layne aber auch immer wieder als Passempfänger eingesetzt. Die Lions konnten in der Regular Season 1957 acht von zwölf Spielen gewinnen und qualifizierten sich damit für die Play-offs.
Im Divisional-Play-off-Spiel trafen die Lions dann auf die ehemalige Mannschaft von Johnson und konnten diese mit 31:27 besiegen. Johnson kam in dem Spiel fünfmal als Ballträger zum Einsatz. Dem Sieg folgte ein zweiter Erfolg im NFL-Meisterschaftsspiel gegen die Cleveland Browns. Johnson trug beim 59:14-Sieg seiner Mannschaft siebenmal den Ball und konnte zudem einen Pass fangen.
Johnson schloss sich 1960 den von Buddy Parker betreuten Pittsburgh Steelers an, bei denen seit 1959 auch Bobby Layne unter Vertrag stand. Im Jahr 1962 konnte Johnson 1.141 Yards Raumgewinn durch Laufspiel erzielen. Er war damit der erste Spieler der Steelers, der mehr als 1.000 Yards in einer Saison erlaufen konnte. Im Jahr 1964 gelang es ihm nochmals die 1.000-Yards-Marke zu erreichen. Ihm gelang in diesem Jahr ein Raumgewinn von 1.048 Yards. Johnson konnte allerdings mit dem Team aus Pittsburgh keinen Titel gewinnen. Allerdings gelang es ihm im Jahr 1964 in einem Spiel gegen die Cleveland Browns als erster Spieler der Steelers mit Laufspiel einen Raumgewinn von 200 Yards zu erzielen. Im Spiel gelangen ihm zudem drei Touchdowns. Im Jahr 1966 wechselte John Henry Johnson in die American Football League (AFL) und lief fortan für die Houston Oilers auf. Nach einem Spieljahr in Houston beendete Johnson seine Laufbahn.

## Nach der Laufbahn
Johnson kehrte nach seiner Laufbahn nach Pittsburgh zurück und arbeitete dort für ein Energieunternehmen. Nach dem Tod seiner zweiten Frau zog er im Jahr 2002 nach Kalifornien. Er litt bis zu seinem Tod an der Alzheimer-Krankheit und wurde in Kalifornien von seiner Familie versorgt. Er vermachte sein Gehirn für die medizinische Forschung der Boston University. Seine Leiche wurde nach seinem Tod verbrannt.

## Ehrungen
John Henry Johnson spielte viermal im Pro Bowl, wurde zweimal zum All-Pro gewählt und ist Mitglied in der Pro Football Hall of Fame sowie in der ASU Hall Of Fame.